# 相思如麻
《相思如麻》是香港、台灣歌手邰正宵的第十六張大碟，第十張國語專輯，在1998年5月推出，這也是他和福茂唱片合約期滿前最後一張專輯。第一主打歌是專輯同名歌曲《相思如麻》，而第二主打歌為《傻呼呼》。隨專輯附送收錄三首舊精選歌的CD《唱［宵］情歌完全聽個夠》。

## 曲目

### 相思如麻
| 曲序 | 曲名             | 曲                  | 詞            | 編曲        | 附註                                                       |
| 01   | 如果你沒有愛上他 | 邰正宵 方文良       | 武丈          | 屠穎        | 第三主打歌                                                 |
| 02   | 相思如麻         | 潘協慶              | 黃桂蘭        | Joshua Wan  | 第一主打歌 電視劇《烈火情》主題曲                          |
| 03   | 無辜             | 邰正宵 方文良       | 方文良        | 屠穎        |                                                            |
| 04   | 傻呼呼           | 方文良              | 傻蛋          | 錢幽蘭      | 第二主打歌                                                 |
| 05   | 秘密花園         | 許環良              | 邰正宵 王中言 | 吳慶隆      |                                                            |
| 06   | 你不乖           | 邰正宵              | 方文良        | 屠穎        | 第四主打歌                                                 |
| 07   | 晴時多雲         | 邰正宵              | 邰正宵        | 錢幽蘭      |                                                            |
| 08   | 遷就             | 河村隆一 吉田美智子 | 何啟弘        | 屠穎        | 改编自日本歌手河村隆一的《Glass》 同曲曲目：辛曉琪《玻璃》 |
| 09   | 童心未泯         | 邰正宵              | 邰正宵        | 袁少文      |                                                            |
| 10   | 成全             | 邰正宵              | 邰正宵 方文良 | Terence Teo |                                                            |

### 唱［宵］情歌完全聽個夠
| 曲序 | 曲名             | 曲     | 詞                   | 編曲 | 附註 |
| 01   | 九佰九拾九朵玫瑰 | 邰正宵 | 林利南               |      |      |
| 02   | 千紙鶴           | 邰正宵 | 邰正宵 林利南 李安修 |      |      |
| 03   | 一千零一夜       | 邰正宵 | 姚若龍               |      |      |

## 唱片版本
- 2CD版第一版
- 2CD版第二版